# Hippocratea parvifolia
Hippocratea parvifolia là một loài thực vật có hoa trong họ Dây gối. Loài này được Oliv. mô tả khoa học đầu tiên năm 1868.